# Табаристан
Табаристан (на персийски: طبرستان, наричана в миналото и Мезандаран) е историческа област в Югозападна Азия, включваща южното крайбрежие на Каспийско море и северните склонове на планината Алборз.
Областта е разположена в съвременните ирански провинции Мазандаран, Гилян, Голестан и северните части на Семнан, както и в най-югозападния край на Туркменистан.